# Bastion Hotels

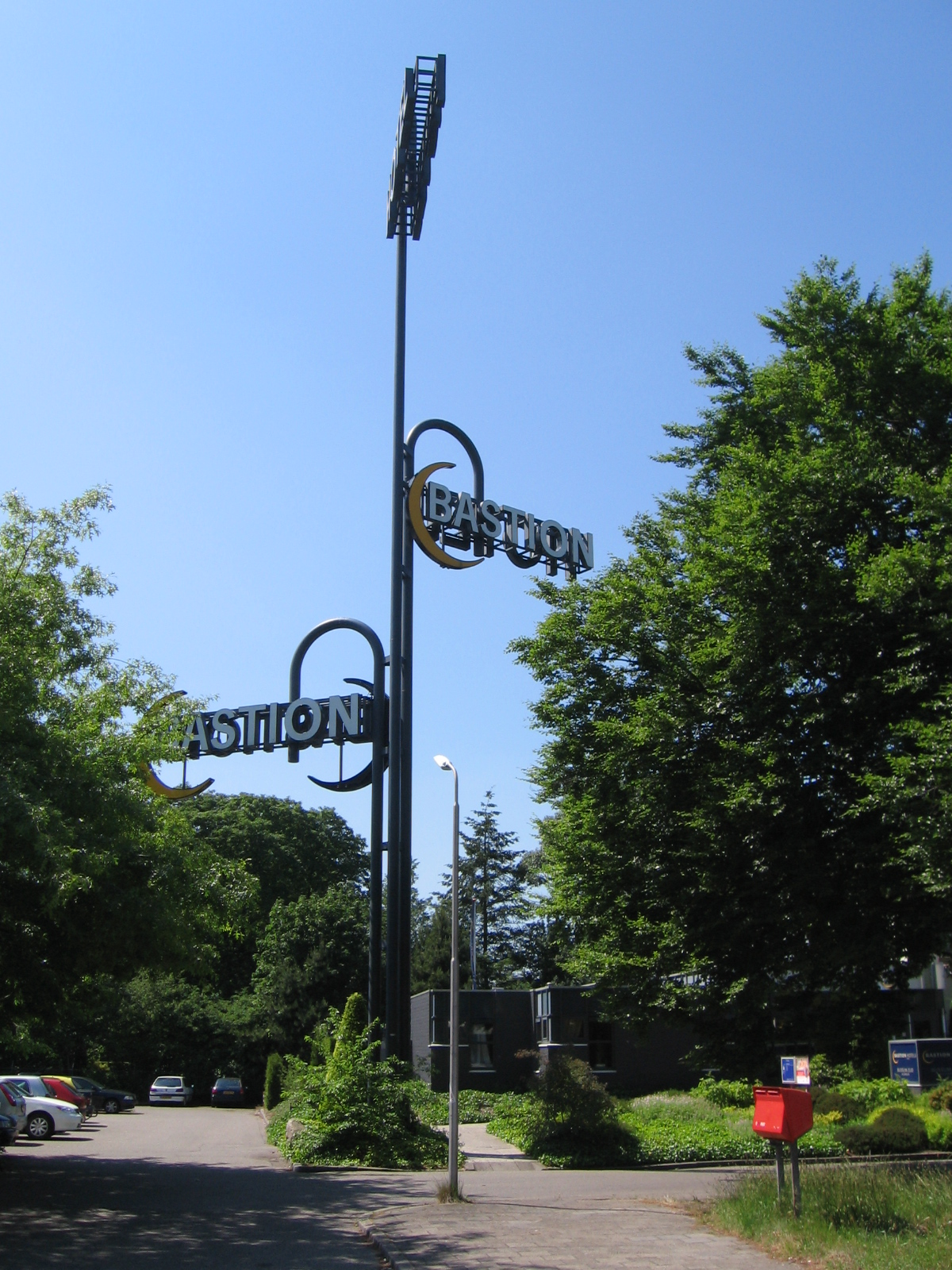
Bastion Bussum-Zuid

Bastion Hotel Groep is een Nederlandse hotelketen die werd opgericht in 1986 door Leonard van Veldhoven. Anno 2023 is Dave Pieters de ceo. Er zijn 34 hotels in Nederland. Daarbij hoort één Best Western Hotel: het Best Western Amsterdam Airport Hotel. Er werken in totaal ongeveer 1.000 medewerkers. De keten heeft veel vaste gasten uit het zakelijk segment, maar weet meer toeristen en recreanten te verwelkomen. Alle hotels zijn eigendom van het bedrijf en worden centraal aangestuurd vanuit het hoofdkantoor in Utrecht.
In 2018 wist de keten een recordaantal gasten te verwelkomen; er sliepen in dat jaar 1,2 miljoen gasten in een Bastion Hotel. Om in de groeiende vraag naar betaalbare hotelovernachtingen in Nederland te kunnen voorzien, blijft de keten continu uitbreiden. Zo is in oktober 2019 in Geleen een groter hotel met 91 kamers geopend ter vervanging van het al bestaande hotel. Eind 2019 openden de deuren van het nieuwe Bastion Hotel Arnhem, dat gevestigd is in het oude provinciekantoor aan het Eusebiusplein.

## Vestigingen
Er zijn vestigingen in:
| Hotel                                | Plaats           |
| ------------------------------------ | ---------------- |
| Almere                               | Almere           |
| Amsterdam Noord                      | Amsterdam        |
| Amsterdam Zuidwest                   | Amsterdam        |
| Amsterdam Amstel                     | Amsterdam        |
| Apeldoorn Het Loo                    | Apeldoorn        |
| Barendrecht                          | Barendrecht      |
| Breda                                | Breda            |
| Brielle Europoort                    | Brielle          |
| Bussum Hilversum                     | Bussum           |
| Dordrecht Papendrecht                | Dordrecht        |
| Geleen                               | Geleen           |
| Groningen                            | Groningen        |
| Heerlen                              | Heerlen          |
| Schiphol Hoofddorp                   | Hoofddorp        |
| Best Western Amsterdam Airport Hotel | Hoofddorp        |
| Amsterdam Airport                    | Hoofddorp        |
| Leeuwarden                           | Leeuwarden       |
| Leiden Voorschoten                   | Leiden           |
| Maastricht Centrum                   | Maastricht       |
| Düsseldorf Neuss                     | Neuss, Duitsland |
| Nijmegen                             | Nijmegen         |
| Leiden Oegstgeest                    | Oegstgeest       |
| Den Haag Rijswijk                    | Rijswijk         |
| Roosendaal                           | Roosendaal       |
| Rotterdam Zuid                       | Rotterdam        |
| Rotterdam Alexander                  | Rotterdam        |
| Haarlem Velsen                       | Santpoort-Noord  |
| Tilburg                              | Tilburg          |
| Utrecht                              | Utrecht          |
| Vlaardingen                          | Vlaardingen      |
| Eindhoven                            | Waalre           |
| Zaandam                              | Zaandam          |
| Zoetermeer                           | Zoetermeer       |